# Fumiko Jamaguči
Fumiko Jamaguči Amano (25. března 1903 Tokio – 8. ledna 1987 Los Angeles) byla japonsko-americká lékařka a obhájkyně reprodukčního zdraví. Fumiko i její manžel získali vzdělání ve Spojených státech. Po druhé světové válce založili v Tokiu Japonský ústav pro kontrolu porodnosti.

## Životopis
Narodila se v Tokiu jako nejstarší dcera Minosukeho a Juki Sasaki Jamagučiových. Byla vychována v americkém Ohiu, zatímco její otec studoval lékařskou školu a poté v New Yorku, kde její otec působil jako lékař. V roce 1925 vystudovala Barnard College a poté získala lékařský titul na Yaleově univerzitě. Zde v roce 1930 spoluvydala článek z oboru biochemie Faktory ovlivňující distribuci a charakter tukové tkáně u krys.
Její sestry Aiko Jamaguči (Takaoka) a Megumi Jamaguči (Šinoda) také chodily na Barnard College. Její dva bratři a sestra Megumi se také stali lékaři. Psychiatrička Jean Shinoda Bolen je její neteř.
V roce 1934 se v Arizoně provdala za japonského lékaře Kagejasu Wat Amana. Měli spolu dvě děti.

### Kariéra
Fumiko měla na počátku 30. let vlastní kliniku v Los Angeles. V letech 1938–1945 se věnovala porodnictví a gynekologii v Tokiu. Po druhé světové válce spolu s manželem vedli kliniku, Japonský ústav pro kontrolu porodnosti a byli spolueditory pro čtvrtletník Plánované rodičovství v Japonsku. V roce 1955 byla hostitelkou 5. mezinárodní konference plánovaného rodičovství v Tokiu. Byla autorkou brožury Plánované rodičovství v Japonsku (1955).
Spolu s manželem se na konci 50. let přestěhovali do Los Angeles, kde Fumiko v roce 1959 znovu otevřela kliniku. Ve stejném roce také přednášela na téma „Změna ekonomického statusu japonských žen” pro japonsko-americké ženy v Los Angeles. V roce 1962 si spolu s manželem otevřeli novou kancelář ve sousedské čtvrti Crenshaw v Los Angeles. V roce 1964 získala americké občanství. Fumiko pracovala jako lékařka a učila, až do doby krátce před svou smrtí. Zemřela v roce 1987 v Los Angeles v důsledku infarktu. Bylo jí 84 let.